# ひとつ (alanの曲)
『ひとつ』は、チベット族中国人女性歌手、alanの日本における2ndシングル。

## 解説
- 2008年3月5日にavex traxよりリリースされた。DVD付き盤あり。
- 作詞は平原綾香のヒット曲「Jupiter」の歌詞を手掛けた吉元由美。
- カップリング曲「sign」ではalanがチベット語で歌っているが、エフェクトがかかっており聴き取りづらい。また、歌詞・作詞者は非公表である。

## 収録曲

### CD
1. ひとつ
作詞：吉元由美　作曲：菊池一仁　編曲：中野雄太
2. 君想フ空
作詞：Safari Natsukawa　作曲：菊池一仁　編曲：ats-
3. 東京未明
作詞：御徒町凧　作曲：菊池一仁　曲：京田誠一
4. sign
作詞：不明　作曲：菊池一仁　編曲：菊池一仁・tasuku
5. ひとつ (Instrumental)
6. 君想フ空 (Instrumental)
7. 東京未明 (Instrumental)

### DVD
1. ひとつ (Music Clip)
2. 東京未明 (Image Clip)